# Zesdaagse van Rotterdam 2006
De Zesdaagse van Rotterdam 2006 werd van 5 januari tot en met 10 januari 2006 gehouden in Ahoy' Rotterdam.

## Donderdag 5 januari
Net als in 2005 slaagden Danny Stam en Robert Slippens er in, om na de eerste avond de leiding in handen te nemen. De voornaamste overwinning op de openingsavond was de ploegkoers, waarin zij hun naaste rivalen overtuigend aftroefden.
Ahoy' directeur Harry Hofmeester loste samen met Erik Dekker het startschot en direct ontstond er een spannende strijd. Het eerste onderdeel was de puntenkoers voor koppels. Deze werd gewonnen door de Belgen Matthew Gilmore en Iljo Keisse. 
Als tweede wedstrijd werd de ploegenafvalling gereden. Deze discipline werd gewonnen door Bruno Risi en Kurt Betschart uit Zwitserland.
Robert Slippens was tijdens de eerste dernykoers de snelste en versloeg daarin Peter Schep die tweede werd.
Wegsprinter Max van Heeswijk liet zien ook op de baan goed uit de voeten te kunnen. Hij wist met zijn sprintsnelheid de afvallingsronde te winnen.
De tweede dernykoers was een prooi voor Bruno Risi, nadat de brommer van gangmaker Michael Zijlaard (die zijn zieke vader Joop Zijlaard verving) haperde en zijn renner Matthé Pronk kansloos werd voor de overwinning.
Peter Schep en Franco Marvulli bleken in de tijdrit over 400 meter de snelsten te zijn. Robert Slippens en Danny Stam werden tweede, voor de Belgen Matthew Gilmore en Iljo Keisse.
Het meest spectaculaire onderdeel de ploegenkoers werd een spannende aangelegenheid. Risi en Betschart trokken voortdurend in de aanval en kwamen tot tweemaal toe alleen aan de leiding. De Duitsers Robert Bartko en Andreas Beikirch waren in eerste instantie de enigen die konden volgen. Slippens-Stam en Gilmore-Keisse moesten alles geven om de vluchters terug te halen en mee te sprinten voor de eindzege. In die sprint slaagden Stam en Slippens er in als eerste over de finish te komen.
Risi en Betschart waren weer de snelsten tijdens de auto supersprint. Ze bleven Gilmore en Keisse voor, die op hun beurt weer voor Slippens en Stam eindigden.
Niki Terpstra en Wim Stroetinga waren vervolgens de sterksten in de scratch. De Denen Jimmi Madsen en Marc Hester eindigden knap op de tweede plaats, voor Jos Pronk en Matthé Pronk.
De derde dernykoers van de dag leverde opnieuw een zege op voor de Zwitsers, maar Slippens en Stam gaan na de eerste dag aan de leiding door in deze derde dernykoers op een derde plaats te eindigen.
Ook wordt er in Rotterdam nog gestreden om de GP Koga Myiata Sprint Cup. Tim Veldt won de eerste  wedstrijd door in de finale de Duitser René Wolff te verslaan. Theo Bos eindigde op de derde plaats voor Teun Mulder.
| plaats | puntenkoers                        | land                      | punten |
| ------ | ---------------------------------- | ------------------------- | ------ |
| 1      | Matthew Gilmore / Iljo Keisse      | België / België           | 12     |
| 2      | Peter Schep / Franco Marvulli      | Nederland / Zwitserland   | 10     |
| 3      | Robert Bartko / Andreas Beikirch   | Duitsland / Duitsland     | 9      |
| 4      | Bruno Risi / Kurt Betschart        | Zwitserland / Zwitserland | 7      |
| 5      | Jens Mouris / Aart Vierhouten      | Nederland / Nederland     | 5      |
| 6      | Jimmi Madsen / Marc Hester         | Denemarken / Denemarken   | 5      |
| 7      | Robert Slippens / Danny Stam       | Nederland / Nederland     | 5      |
| 8      | Lars Teutenberg / Max van Heeswijk | Duitsland / Nederland     | 3      |
| 9      | Jos Pronk / Matthé Pronk           | Nederland / Nederland     | 3      |
| 10     | Isaac Gálvez / Joan Llaneras       | Spanje / Spanje           | 3      |
| 11     | Niki Terpstra / Wim Stroetinga     | Nederland / Nederland     | 3      |
| 12     | Wilco Zuijderwijk / Gerd Dörich    | Nederland / Duitsland     | 1      |
| 13     | Servais Knaven / Marco Villa       | Nederland / Italië        | 0      |

| plaats | ploegenafvalling                   | land                      | punten |
| ------ | ---------------------------------- | ------------------------- | ------ |
| 1      | Bruno Risi / Kurt Betschart        | Zwitserland / Zwitserland | 15     |
| 2      | Robert Slippens / Danny Stam       | Nederland / Nederland     | 10     |
| 3      | Robert Bartko / Andreas Beikirch   | Duitsland / Duitsland     | 8      |
| 4      | Matthew Gilmore / Iljo Keisse      | België / België           | 6      |
| 5      | Peter Schep / Franco Marvulli      | Nederland / Zwitserland   | 4      |
| 6      | Jens Mouris / Aart Vierhouten      | Nederland / Nederland     | 2      |
| 7      | Isaac Gálvez / Joan Llaneras       | Spanje / Spanje           | 0      |
| 8      | Jimmi Madsen / Marc Hester         | Denemarken / Denemarken   | 0      |
| 9      | Niki Terpstra / Wim Stroetinga     | Nederland / Nederland     | 0      |
| 10     | Jos Pronk / Matthé Pronk           | Nederland / Nederland     | 0      |
| 11     | Servais Knaven / Marco Villa       | Nederland / Italië        | 0      |
| 12     | Lars Teutenberg / Max van Heeswijk | Duitsland / Nederland     | 0      |
| 13     | Wilco Zuijderwijk / Gerd Dörich    | Nederland / Duitsland     | 0      |

| plaats | eerste dernykoers                  | land                    | punten |
| ------ | ---------------------------------- | ----------------------- | ------ |
| 1      | Robert Slippens / Danny Stam       | Nederland / Nederland   | 5      |
| 2      | Peter Schep / Franco Marvulli      | Nederland / Zwitserland | 4      |
| 3      | Jimmi Madsen / Marc Hester         | Denemarken / Denemarken | 3      |
| 4      | Servais Knaven / Marco Villa       | Nederland / Italië      | 2      |
| 5      | Isaac Gálvez / Joan Llaneras       | Spanje / Spanje         | 1      |
| 6      | Lars Teutenberg / Max van Heeswijk | Duitsland / Nederland   | 0      |

| plaats | afvallingsronde                    | land                      | punten |
| ------ | ---------------------------------- | ------------------------- | ------ |
| 1      | Lars Teutenberg / Max van Heeswijk | Duitsland / Nederland     | 15     |
| 2      | Peter Schep / Franco Marvulli      | Nederland / Zwitserland   | 10     |
| 3      | Servais Knaven / Marco Villa       | Nederland / Italië        | 8      |
| 4      | Niki Terpstra / Wim Stroetinga     | Nederland / Nederland     | 6      |
| 5      | Jens Mouris / Aart Vierhouten      | Nederland / Nederland     | 4      |
| 6      | Jos Pronk / Matthé Pronk           | Nederland / Nederland     | 2      |
| 7      | Jimmi Madsen / Marc Hester         | Denemarken / Denemarken   | 0      |
| 8      | Robert Slippens / Danny Stam       | Nederland / Nederland     | 0      |
| 9      | Isaac Gálvez / Joan Llaneras       | Spanje / Spanje           | 0      |
| 10     | Wilco Zuijderwijk / Gerd Dörich    | Nederland / Duitsland     | 0      |
| 11     | Robert Bartko / Andreas Beikirch   | Duitsland / Duitsland     | 0      |
| 12     | Bruno Risi / Kurt Betschart        | Zwitserland / Zwitserland | 0      |
| 13     | Matthew Gilmore / Iljo Keisse      | België / België           | 0      |

| plaats | tweede dernykoers                | land                      | punten |
| ------ | -------------------------------- | ------------------------- | ------ |
| 1      | Bruno Risi / Kurt Betschart      | Zwitserland / Zwitserland | 5      |
| 2      | Robert Bartko / Andreas Beikirch | Duitsland / Duitsland     | 4      |
| 3      | Matthew Gilmore / Iljo Keisse    | België / België           | 3      |
| 4      | Jos Pronk / Matthé Pronk         | Nederland / Nederland     | 2      |
| 5      | Jens Mouris / Aart Vierhouten    | Nederland / Nederland     | 1      |
| 6      | Wilco Zuijderwijk / Gerd Dörich  | Nederland / Duitsland     | 0      |

| plaats | 400 meter tijdrit                  | land                      | punten |
| ------ | ---------------------------------- | ------------------------- | ------ |
| 1      | Peter Schep / Franco Marvulli      | Nederland / Zwitserland   | 15     |
| 2      | Robert Slippens / Danny Stam       | Nederland / Nederland     | 10     |
| 3      | Matthew Gilmore / Iljo Keisse      | België / België           | 8      |
| 4      | Jimmi Madsen / Marc Hester         | Denemarken / Denemarken   | 6      |
| 5      | Robert Bartko / Andreas Beikirch   | Duitsland / Duitsland     | 4      |
| 6      | Lars Teutenberg / Max van Heeswijk | Duitsland / Nederland     | 2      |
| 7      | Bruno Risi / Kurt Betschart        | Zwitserland / Zwitserland | 0      |
| 8      | Servais Knaven / Marco Villa       | Nederland / Italië        | 0      |
| 9      | Jos Pronk / Matthé Pronk           | Nederland / Nederland     | 0      |
| 10     | Isaac Gálvez / Joan Llaneras       | Spanje / Spanje           | 0      |
| 11     | Wilco Zuijderwijk / Gerd Dörich    | Nederland / Duitsland     | 0      |
| 12     | Jens Mouris / Aart Vierhouten      | Nederland / Nederland     | 0      |
| 13     | Niki Terpstra / Wim Stroetinga     | Nederland / Nederland     | 0      |

| plaats | ploegenkoers                       | land                      | punten |
| ------ | ---------------------------------- | ------------------------- | ------ |
| 1      | Robert Slippens / Danny Stam       | Nederland / Nederland     | 15     |
| 2      | Matthew Gilmore / Iljo Keisse      | België / België           | 10     |
| 3      | Bruno Risi / Kurt Betschart        | Zwitserland / Zwitserland | 8      |
| 4      | Robert Bartko / Andreas Beikirch   | Duitsland / Duitsland     | 4      |
| 5      | Isaac Gálvez / Joan Llaneras       | Spanje / Spanje           | 2      |
| 6      | Peter Schep / Franco Marvulli      | Nederland / Zwitserland   | 0      |
| 7      | Jimmi Madsen / Marc Hester         | Denemarken / Denemarken   | 0      |
| 8      | Lars Teutenberg / Max van Heeswijk | Duitsland / Nederland     | 0      |
| 9      | Jos Pronk / Matthé Pronk           | Nederland / Nederland     | 0      |
| 10     | Servais Knaven / Marco Villa       | Nederland / Italië        | 0      |
| 11     | Jens Mouris / Aart Vierhouten      | Nederland / Nederland     | 0      |
| 12     | Niki Terpstra / Wim Stroetinga     | Nederland / Nederland     | 0      |
| 13     | Wilco Zuijderwijk / Gerd Dörich    | Nederland / Duitsland     | 0      |

| plaats | auto supersprint                   | land                      | punten |
| ------ | ---------------------------------- | ------------------------- | ------ |
| 1      | Bruno Risi / Kurt Betschart        | Zwitserland / Zwitserland | 15     |
| 2      | Matthew Gilmore / Iljo Keisse      | België / België           | 10     |
| 3      | Robert Slippens / Danny Stam       | Nederland / Nederland     | 8      |
| 4      | Niki Terpstra / Wim Stroetinga     | Nederland / Nederland     | 4      |
| 5      | Servais Knaven / Marco Villa       | Nederland / Italië        | 2      |
| 6      | Jens Mouris / Aart Vierhouten      | Nederland / Nederland     | 0      |
| 7      | Jos Pronk / Matthé Pronk           | Nederland / Nederland     | 0      |
| 8      | Wilco Zuijderwijk / Gerd Dörich    | Nederland / Duitsland     | 0      |
| 9      | Lars Teutenberg / Max van Heeswijk | Duitsland / Nederland     | 0      |
| 10     | Peter Schep / Franco Marvulli      | Nederland / Zwitserland   | 0      |
| 11     | Jimmi Madsen / Marc Hester         | Denemarken / Denemarken   | 0      |
| 12     | Isaac Gálvez / Joan Llaneras       | Spanje / Spanje           | 0      |
| 13     | Robert Bartko / Andreas Beikirch   | Duitsland / Duitsland     | 0      |

| plaats | scratch                            | land                      | punten |
| ------ | ---------------------------------- | ------------------------- | ------ |
| 1      | Niki Terpstra / Wim Stroetinga     | Nederland / Nederland     | 17     |
| 2      | Jimmi Madsen / Marc Hester         | Denemarken / Denemarken   | 10     |
| 3      | Jos Pronk / Matthé Pronk           | Nederland / Nederland     | 8      |
| 4      | Peter Schep / Franco Marvulli      | Nederland / Zwitserland   | 6      |
| 5      | Lars Teutenberg / Max van Heeswijk | Duitsland / Nederland     | 4      |
| 6      | Robert Bartko / Andreas Beikirch   | Duitsland / Duitsland     | 0      |
| 7      | Matthew Gilmore / Iljo Keisse      | België / België           | 0      |
| 8      | Jens Mouris / Aart Vierhouten      | Nederland / Nederland     | 0      |
| 9      | Robert Slippens / Danny Stam       | Nederland / Nederland     | 0      |
| 10     | Isaac Gálvez / Joan Llaneras       | Spanje / Spanje           | 0      |
| 11     | Wilco Zuijderwijk / Gerd Dörich    | Nederland / Duitsland     | 0      |
| 12     | Bruno Risi / Kurt Betschart        | Zwitserland / Zwitserland | 0      |
| 13     | Servais Knaven / Marco Villa       | Nederland / Italië        | 0      |

| plaats | derde dernykoers                 | land                      | punten |
| ------ | -------------------------------- | ------------------------- | ------ |
| 1      | Bruno Risi / Kurt Betschart      | Zwitserland / Zwitserland | 5      |
| 2      | Robert Bartko / Andreas Beikirch | Duitsland / Duitsland     | 4      |
| 3      | Robert Slippens / Danny Stam     | Nederland / Nederland     | 3      |
| 4      | Jimmi Madsen / Marc Hester       | Denemarken / Denemarken   | 2      |
| 5      | Peter Schep / Franco Marvulli    | Nederland / Zwitserland   | 1      |
| 6      | Matthew Gilmore / Iljo Keisse    | België / België           | 0      |

## Vrijdag 6 januari
De tweede avond begon met een zege van Servais Knaven en Marco Villa in de puntenkoers, waar ze eindigden voor Peter Schep en Franco Marvulli.
Matthew Gilmore en Iljo Keisse waren de snelste in de ploegenachtervolging en kwamen daarmee virtueel aan de leiding in het algemeen klassement.
Max van Heeswijk won de sprint in de eerste reeks in de strijd achter de derny’s voor Aart Vierhouten en Wilco Zuijderwijk.
In de afvalling was Marco Villa de beste van de dag en versloeg hij Niki Terpstra en Jimmi Madsen en bezorgde Knaven/Villa hun tweede overwinning van de dag.
In de tweede dernykoers ging de zege naar Danny Stam achter vader Cees voor Andreas Beikirch en Joan Llaneras.
Peter Schep en Franco Marvulli werkten het snelst de twee ronden over de piste af. Hun tijd over de 400 meter was 22.46 seconden, een nieuw baanrecord.
In de eerste ploegkoers van de avond werd bijzonder serieus strijd geleverd. Nadat het stof weer was neer gedaald, bleek dat de winst was behaald door de Zwitsers Bruno Risi-Kurt Betschart, maar dat de leiding in het klassement in handen kwam van de Duitsers Robert Bartko-Andreas Beikirch. 
De derde wedstrijd achter de derny was een prooi voor Danny Stam die dit keer voor Max van Heeswijk en Wilco Zuijderwijk finishte.
Wim Stroetinga was voor de tweede keer de snelste in de scratch, waarin hij samen met zijn teamgenoot Niki Terpstra voorbleef op Peter Schep en Franco Marvulli
Voor de tweede opeenvolgende dag wonnen de Zwitsers Risi-Betschart de supersprint om de auto van Mercedes Van Dijk.
De tweede ploegenachtervolging van de avond was een prooi voor Robert Slippens en Danny Stam die daarmee de koppositie op de ranglijst weer heroverden. Ze waren de eersten die de grens van 100 punten passeerden.
| plaats | puntenkoers                        | land                      | punten |
| ------ | ---------------------------------- | ------------------------- | ------ |
| 1      | Servais Knaven / Marco Villa       | Nederland / Italië        | 12     |
| 2      | Peter Schep / Franco Marvulli      | Nederland / Zwitserland   | 10     |
| 3      | Isaac Gálvez / Joan Llaneras       | Spanje / Spanje           | 10     |
| 4      | Jimmi Madsen / Marc Hester         | Denemarken / Denemarken   | 7      |
| 5      | Niki Terpstra / Wim Stroetinga     | Nederland / Nederland     | 7      |
| 6      | Robert Slippens / Danny Stam       | Nederland / Nederland     | 6      |
| 7      | Robert Bartko / Andreas Beikirch   | Duitsland / Duitsland     | 6      |
| 8      | Matthew Gilmore / Iljo Keisse      | België / België           | 2      |
| 9      | Jens Mouris / Aart Vierhouten      | Nederland / Nederland     | 2      |
| 10     | Wilco Zuijderwijk / Gerd Dörich    | Nederland / Duitsland     | 2      |
| 11     | Lars Teutenberg / Max van Heeswijk | Duitsland / Nederland     | 1      |
| 12     | Jos Pronk / Matthé Pronk           | Nederland / Nederland     | 1      |
| 13     | Bruno Risi / Kurt Betschart        | Zwitserland / Zwitserland | 0      |

| plaats | ploegenachtervolging               | land                      | punten |
| ------ | ---------------------------------- | ------------------------- | ------ |
| 1      | Matthew Gilmore / Iljo Keisse      | België / België           | 15     |
| 2      | Robert Bartko / Andreas Beikirch   | Duitsland / Duitsland     | 10     |
| 3      | Peter Schep / Franco Marvulli      | Nederland / Zwitserland   | 8      |
| 4      | Lars Teutenberg / Max van Heeswijk | Duitsland / Nederland     | 6      |
| 5      | Isaac Gálvez / Joan Llaneras       | Spanje / Spanje           | 4      |
| 6      | Niki Terpstra / Wim Stroetinga     | Nederland / Nederland     | 2      |
| 7      | Jens Mouris / Aart Vierhouten      | Nederland / Nederland     | 0      |
| 8      | Jos Pronk / Matthé Pronk           | Nederland / Nederland     | 0      |
| 9      | Jimmi Madsen / Marc Hester         | Denemarken / Denemarken   | 0      |
| 10     | Robert Slippens / Danny Stam       | Nederland / Nederland     | 0      |
| 11     | Servais Knaven / Marco Villa       | Nederland / Italië        | 0      |
| 12     | Bruno Risi / Kurt Betschart        | Zwitserland / Zwitserland | 0      |
| 13     | Wilco Zuijderwijk / Gerd Dörich    | Nederland / Duitsland     | 0      |

| plaats | eerste dernykoers                  | land                    | punten |
| ------ | ---------------------------------- | ----------------------- | ------ |
| 1      | Lars Teutenberg / Max van Heeswijk | Duitsland / Nederland   | 5      |
| 2      | Jens Mouris / Aart Vierhouten      | Nederland / Nederland   | 4      |
| 3      | Wilco Zuijderwijk / Gerd Dörich    | Nederland / Duitsland   | 3      |
| 4      | Jos Pronk / Matthé Pronk           | Nederland / Nederland   | 2      |
| 5      | Niki Terpstra / Wim Stroetinga     | Nederland / Nederland   | 1      |
| 6      | Jimmi Madsen / Marc Hester         | Denemarken / Denemarken | 0      |

| plaats | afvalling                          | land                      | punten |
| ------ | ---------------------------------- | ------------------------- | ------ |
| 1      | Servais Knaven / Marco Villa       | Nederland / Italië        | 15     |
| 2      | Niki Terpstra / Wim Stroetinga     | Nederland / Nederland     | 10     |
| 3      | Jimmi Madsen / Marc Hester         | Denemarken / Denemarken   | 8      |
| 4      | Jos Pronk / Matthé Pronk           | Nederland / Nederland     | 6      |
| 5      | Robert Slippens / Danny Stam       | Nederland / Nederland     | 4      |
| 6      | Jens Mouris / Aart Vierhouten      | Nederland / Nederland     | 2      |
| 7      | Robert Bartko / Andreas Beikirch   | Duitsland / Duitsland     | 0      |
| 8      | Wilco Zuijderwijk / Gerd Dörich    | Nederland / Duitsland     | 0      |
| 9      | Bruno Risi / Kurt Betschart        | Zwitserland / Zwitserland | 0      |
| 10     | Peter Schep / Franco Marvulli      | Nederland / Zwitserland   | 0      |
| 11     | Lars Teutenberg / Max van Heeswijk | Duitsland / Nederland     | 0      |
| 12     | Matthew Gilmore / Iljo Keisse      | België / België           | 0      |
| 13     | Isaac Gálvez / Joan Llaneras       | Spanje / Spanje           | 0      |

| plaats | tweede dernykoers                | land                      | punten |
| ------ | -------------------------------- | ------------------------- | ------ |
| 1      | Robert Slippens / Danny Stam     | Nederland / Nederland     | 5      |
| 2      | Robert Bartko / Andreas Beikirch | Duitsland / Duitsland     | 4      |
| 3      | Isaac Gálvez / Joan Llaneras     | Spanje / Spanje           | 3      |
| 4      | Bruno Risi / Kurt Betschart      | Zwitserland / Zwitserland | 2      |
| 5      | Matthew Gilmore / Iljo Keisse    | België / België           | 1      |
| 6      | Peter Schep / Franco Marvulli    | Nederland / Zwitserland   | 0      |

| plaats | 400 meter tijdrit                  | land                      | punten |
| ------ | ---------------------------------- | ------------------------- | ------ |
| 1      | Peter Schep / Franco Marvulli      | Nederland / Zwitserland   | 15     |
| 2      | Robert Bartko / Andreas Beikirch   | Duitsland / Duitsland     | 10     |
| 3      | Jimmi Madsen / Marc Hester         | Denemarken / Denemarken   | 8      |
| 4      | Robert Slippens / Danny Stam       | Nederland / Nederland     | 6      |
| 5      | Matthew Gilmore / Iljo Keisse      | België / België           | 4      |
| 6      | Niki Terpstra / Wim Stroetinga     | Nederland / Nederland     | 2      |
| 7      | Lars Teutenberg / Max van Heeswijk | Duitsland / Nederland     | 0      |
| 8      | Bruno Risi / Kurt Betschart        | Zwitserland / Zwitserland | 0      |
| 9      | Servais Knaven / Marco Villa       | Nederland / Italië        | 0      |
| 10     | Jens Mouris / Aart Vierhouten      | Nederland / Nederland     | 0      |
| 11     | Wilco Zuijderwijk / Gerd Dörich    | Nederland / Duitsland     | 0      |
| 12     | Isaac Gálvez / Joan Llaneras       | Spanje / Spanje           | 0      |
| 13     | Jos Pronk / Matthé Pronk           | Nederland / Nederland     | 0      |

| plaats | eerste ploegenachtervolging        | land                      | punten |
| ------ | ---------------------------------- | ------------------------- | ------ |
| 1      | Bruno Risi / Kurt Betschart        | Zwitserland / Zwitserland | 15     |
| 2      | Robert Bartko / Andreas Beikirch   | Duitsland / Duitsland     | 10     |
| 3      | Isaac Gálvez / Joan Llaneras       | Spanje / Spanje           | 8      |
| 4      | Robert Slippens / Danny Stam       | Nederland / Nederland     | 6      |
| 5      | Matthew Gilmore / Iljo Keisse      | België / België           | 4      |
| 6      | Peter Schep / Franco Marvulli      | Nederland / Zwitserland   | 2      |
| 7      | Jimmi Madsen / Marc Hester         | Denemarken / Denemarken   | 0      |
| 8      | Lars Teutenberg / Max van Heeswijk | Duitsland / Nederland     | 0      |
| 9      | Jens Mouris / Aart Vierhouten      | Nederland / Nederland     | 0      |
| 10     | Servais Knaven / Marco Villa       | Nederland / Italië        | 0      |
| 11     | Jos Pronk / Matthé Pronk           | Nederland / Nederland     | 0      |
| 12     | Wilco Zuijderwijk / Gerd Dörich    | Nederland / Duitsland     | 0      |
| 13     | Niki Terpstra / Wim Stroetinga     | Nederland / Nederland     | 0      |

| plaats | derde dernykoers                   | land                  | punten |
| ------ | ---------------------------------- | --------------------- | ------ |
| 1      | Robert Slippens / Danny Stam       | Nederland / Nederland | 5      |
| 2      | Lars Teutenberg / Max van Heeswijk | Duitsland / Nederland | 4      |
| 3      | Wilco Zuijderwijk / Gerd Dörich    | Nederland / Duitsland | 3      |
| 4      | Robert Bartko / Andreas Beikirch   | Duitsland / Duitsland | 2      |
| 5      | Isaac Gálvez / Joan Llaneras       | Spanje / Spanje       | 1      |
| 6      | Jens Mouris / Aart Vierhouten      | Nederland / Nederland | 0      |

| plaats | scratch                            | land                      | punten |
| ------ | ---------------------------------- | ------------------------- | ------ |
| 1      | Niki Terpstra / Wim Stroetinga     | Nederland / Nederland     | 15     |
| 2      | Peter Schep / Franco Marvulli      | Nederland / Zwitserland   | 10     |
| 3      | Robert Slippens / Danny Stam       | Nederland / Nederland     | 8      |
| 4      | Servais Knaven / Marco Villa       | Nederland / Italië        | 6      |
| 5      | Lars Teutenberg / Max van Heeswijk | Duitsland / Nederland     | 4      |
| 6      | Jimmi Madsen / Marc Hester         | Denemarken / Denemarken   | 2      |
| 7      | Robert Bartko / Andreas Beikirch   | Duitsland / Duitsland     | 0      |
| 8      | Jens Mouris / Aart Vierhouten      | Nederland / Nederland     | 0      |
| 9      | Matthew Gilmore / Iljo Keisse      | België / België           | 0      |
| 10     | Wilco Zuijderwijk / Gerd Dörich    | Nederland / Duitsland     | 0      |
| 11     | Isaac Gálvez / Joan Llaneras       | Spanje / Spanje           | 0      |
| 12     | Jos Pronk / Matthé Pronk           | Nederland / Nederland     | 0      |
| 13     | Bruno Risi / Kurt Betschart        | Zwitserland / Zwitserland | 0      |

| plaats | auto supersprint                   | land                      | punten |
| ------ | ---------------------------------- | ------------------------- | ------ |
| 1      | Bruno Risi / Kurt Betschart        | Zwitserland / Zwitserland | 15     |
| 2      | Matthew Gilmore / Iljo Keisse      | België / België           | 10     |
| 3      | Robert Slippens / Danny Stam       | Nederland / Nederland     | 8      |
| 4      | Jos Pronk / Matthé Pronk           | Nederland / Nederland     | 6      |
| 5      | Wilco Zuijderwijk / Gerd Dörich    | Nederland / Duitsland     | 4      |
| 6      | Lars Teutenberg / Max van Heeswijk | Duitsland / Nederland     | 2      |
| 7      | Jens Mouris / Aart Vierhouten      | Nederland / Nederland     | 0      |
| 8      | Niki Terpstra / Wim Stroetinga     | Nederland / Nederland     | 0      |
| 9      | Servais Knaven / Marco Villa       | Nederland / Italië        | 0      |
| 10     | Jimmi Madsen / Marc Hester         | Denemarken / Denemarken   | 0      |
| 11     | Isaac Gálvez / Joan Llaneras       | Spanje / Spanje           | 0      |
| 12     | Peter Schep / Franco Marvulli      | Nederland / Zwitserland   | 0      |
| 13     | Robert Bartko / Andreas Beikirch   | Duitsland / Duitsland     | 0      |

| plaats | tweede ploegenachtervolging        | land                      | punten |
| ------ | ---------------------------------- | ------------------------- | ------ |
| 1      | Robert Slippens / Danny Stam       | Nederland / Nederland     | 15     |
| 2      | Robert Bartko / Andreas Beikirch   | Duitsland / Duitsland     | 10     |
| 3      | Peter Schep / Franco Marvulli      | Nederland / Zwitserland   | 8      |
| 4      | Isaac Gálvez / Joan Llaneras       | Spanje / Spanje           | 6      |
| 5      | Bruno Risi / Kurt Betschart        | Zwitserland / Zwitserland | 4      |
| 6      | Matthew Gilmore / Iljo Keisse      | België / België           | 2      |
| 7      | Jimmi Madsen / Marc Hester         | Denemarken / Denemarken   | 0      |
| 8      | Lars Teutenberg / Max van Heeswijk | Duitsland / Nederland     | 0      |
| 9      | Jos Pronk / Matthé Pronk           | Nederland / Nederland     | 0      |
| 10     | Jens Mouris / Aart Vierhouten      | Nederland / Nederland     | 0      |
| 11     | Niki Terpstra / Wim Stroetinga     | Nederland / Nederland     | 0      |
| 12     | Servais Knaven / Marco Villa       | Nederland / Italië        | 0      |
| 13     | Wilco Zuijderwijk / Gerd Dörich    | Nederland / Duitsland     | 0      |

## Zaterdag 7 januari
Danny Stam en Robert Slippens raakten tijdens de derde dag hun leidende positie in het klassement kwijt. In de tweede ploegkoers op de zaterdagavond slaagden de Duitsers Robert Bartko en Andreas Beikirch er in zich aan de top van het klassement te nestelen. Zij wonnen de ploegkoers, door in de eindsprint de Spaanse ploeg Isaac Gálvez-Joan Llaneras en Peter Schep-Franco Marvulli voor te blijven. Wat al na de finale op de vrijdag werd verwacht, werd vroeg op de zaterdagavond de waarheid. Ook Bartko-Beikirch en Risi-Betschart braken door de honderd puntengrens, waardoor beide koppels voorsprong namen op de Nederlanders Slippens-Stam. In de eerste ploegkoers van de avond werd die situatie echter weer rechtgezet. Nadat Bruno Risi en Kurt Betschart als eerste in de aanval gingen en een winstronde aan hun totaal toevoegden, ontstond een waar spervuur aan ontsnappingen. De belangrijkste waren echter die in de finale. Eerst die van Slippens-Stam, gevolgd door de Belgen Matthew Gilmore-Iljo Keisse. Het bracht beide duo’s aan de leiding in deze koers, waarna in de spannende eindsprint, waarin Slippens en Keisse schouder aan schouder op de eindstreep afgingen, de zege voor de Nederlanders was. In de tweede ploegkoers op de avond moesten alle toppers het echter afleggen tegen de Duitsers, zij namen vervolgens de leiding over. De Belgen Gilmore-Keisse wonnen de puntenkoers en Peter Schep en Franco Marvulli waren de beste in de ploegachtervolging. In twee spectaculaire dernykoersen won eerst Servais Knaven achter de jonge Michael Zijlaard, vervolgens was Robert Slippens met gangmaker Bruno Walraven de beste in de tweede manche. In de finale ging de zege naar Matthew Gilmore. Risi-Betschart wonnen voor de derde maal op rij de sprint voor de auto van Van Dijk en Wim Stroetinga-Niki Terpstra waren wederom de rapste in de scratch. De dagwinnaar van de sprintcup was René Wolff. 
| plaats | puntenkoers                        | land                      | punten |
| ------ | ---------------------------------- | ------------------------- | ------ |
| 1      | Matthew Gilmore / Iljo Keisse      | België / België           | 11     |
| 2      | Jimmi Madsen / Marc Hester         | Denemarken / Denemarken   | 9      |
| 3      | Robert Bartko / Andreas Beikirch   | Duitsland / Duitsland     | 8      |
| 4      | Servais Knaven / Marco Villa       | Nederland / Italië        | 7      |
| 5      | Robert Slippens / Danny Stam       | Nederland / Nederland     | 5      |
| 6      | Peter Schep / Franco Marvulli      | Nederland / Zwitserland   | 5      |
| 7      | Lars Teutenberg / Max van Heeswijk | Duitsland / Nederland     | 5      |
| 8      | Niki Terpstra / Wim Stroetinga     | Nederland / Nederland     | 5      |
| 9      | Isaac Gálvez / Joan Llaneras       | Spanje / Spanje           | 5      |
| 10     | Jos Pronk / Matthé Pronk           | Nederland / Nederland     | 3      |
| 11     | Bruno Risi / Kurt Betschart        | Zwitserland / Zwitserland | 2      |
| 12     | Jens Mouris / Aart Vierhouten      | Nederland / Nederland     | 1      |
| 13     | Wilco Zuijderwijk / Gerd Dörich    | Nederland / Duitsland     | 0      |

| plaats | ploegenachtervolging               | land                      | punten |
| ------ | ---------------------------------- | ------------------------- | ------ |
| 1      | Peter Schep / Franco Marvulli      | Nederland / Zwitserland   | 15     |
| 2      | Matthew Gilmore / Iljo Keisse      | België / België           | 10     |
| 3      | Isaac Gálvez / Joan Llaneras       | Spanje / Spanje           | 8      |
| 4      | Jimmi Madsen / Marc Hester         | Denemarken / Denemarken   | 6      |
| 5      | Robert Bartko / Andreas Beikirch   | Duitsland / Duitsland     | 4      |
| 6      | Lars Teutenberg / Max van Heeswijk | Duitsland / Nederland     | 2      |
| 7      | Jos Pronk / Matthé Pronk           | Nederland / Nederland     | 0      |
| 8      | Jens Mouris / Aart Vierhouten      | Nederland / Nederland     | 0      |
| 9      | Bruno Risi / Kurt Betschart        | Zwitserland / Zwitserland | 0      |
| 10     | Niki Terpstra / Wim Stroetinga     | Nederland / Nederland     | 0      |
| 11     | Robert Slippens / Danny Stam       | Nederland / Nederland     | 0      |
| 12     | Servais Knaven / Marco Villa       | Nederland / Italië        | 0      |
| 13     | Wilco Zuijderwijk / Gerd Dörich    | Nederland / Duitsland     | 0      |

| plaats | eerste dernykoers                  | land                    | punten |
| ------ | ---------------------------------- | ----------------------- | ------ |
| 1      | Servais Knaven / Marco Villa       | Nederland / Italië      | 5      |
| 2      | Jimmi Madsen / Marc Hester         | Denemarken / Denemarken | 4      |
| 3      | Lars Teutenberg / Max van Heeswijk | Duitsland / Nederland   | 3      |
| 4      | Jos Pronk / Matthé Pronk           | Nederland / Nederland   | 2      |
| 5      | Jens Mouris / Aart Vierhouten      | Nederland / Nederland   | 1      |
| 6      | Niki Terpstra / Wim Stroetinga     | Nederland / Nederland   | 0      |

| plaats | afvalling                          | land                      | punten |
| ------ | ---------------------------------- | ------------------------- | ------ |
| 1      | Servais Knaven / Marco Villa       | Nederland / Italië        | 15     |
| 2      | Lars Teutenberg / Max van Heeswijk | Duitsland / Nederland     | 10     |
| 3      | Bruno Risi / Kurt Betschart        | Zwitserland / Zwitserland | 8      |
| 4      | Robert Bartko / Andreas Beikirch   | Duitsland / Duitsland     | 6      |
| 5      | Jens Mouris / Aart Vierhouten      | Nederland / Nederland     | 4      |
| 6      | Jos Pronk / Matthé Pronk           | Nederland / Nederland     | 2      |
| 7      | Robert Slippens / Danny Stam       | Nederland / Nederland     | 0      |
| 8      | Wilco Zuijderwijk / Gerd Dörich    | Nederland / Duitsland     | 0      |
| 9      | Jimmi Madsen / Marc Hester         | Denemarken / Denemarken   | 0      |
| 10     | Niki Terpstra / Wim Stroetinga     | Nederland / Nederland     | 0      |
| 11     | Matthew Gilmore / Iljo Keisse      | België / België           | 0      |
| 12     | Isaac Gálvez / Joan Llaneras       | Spanje / Spanje           | 0      |
| 13     | Peter Schep / Franco Marvulli      | Nederland / Zwitserland   | 0      |

| plaats | tweede dernykoers                | land                      | punten |
| ------ | -------------------------------- | ------------------------- | ------ |
| 1      | Robert Slippens / Danny Stam     | Nederland / Nederland     | 5      |
| 2      | Bruno Risi / Kurt Betschart      | Zwitserland / Zwitserland | 4      |
| 3      | Matthew Gilmore / Iljo Keisse    | België / België           | 3      |
| 4      | Robert Bartko / Andreas Beikirch | Duitsland / Duitsland     | 2      |
| 5      | Isaac Gálvez / Joan Llaneras     | Spanje / Spanje           | 1      |
| 6      | Peter Schep / Franco Marvulli    | Nederland / Zwitserland   | 0      |

| plaats | 400 meter tijdrit                  | land                      | punten |
| ------ | ---------------------------------- | ------------------------- | ------ |
| 1      | Peter Schep / Franco Marvulli      | Nederland / Zwitserland   | 15     |
| 2      | Robert Bartko / Andreas Beikirch   | Duitsland / Duitsland     | 10     |
| 3      | Matthew Gilmore / Iljo Keisse      | België / België           | 8      |
| 4      | Jimmi Madsen / Marc Hester         | Denemarken / Denemarken   | 6      |
| 5      | Robert Slippens / Danny Stam       | Nederland / Nederland     | 4      |
| 6      | Niki Terpstra / Wim Stroetinga     | Nederland / Nederland     | 2      |
| 7      | Jens Mouris / Aart Vierhouten      | Nederland / Nederland     | 0      |
| 8      | Jos Pronk / Matthé Pronk           | Nederland / Nederland     | 0      |
| 9      | Lars Teutenberg / Max van Heeswijk | Duitsland / Nederland     | 0      |
| 10     | Bruno Risi / Kurt Betschart        | Zwitserland / Zwitserland | 0      |
| 11     | Isaac Gálvez / Joan Llaneras       | Spanje / Spanje           | 0      |
| 12     | Servais Knaven / Marco Villa       | Nederland / Italië        | 0      |
| 13     | Wilco Zuijderwijk / Gerd Dörich    | Nederland / Duitsland     | 0      |

| plaats | eerste ploegenachtervolging        | land                      | punten |
| ------ | ---------------------------------- | ------------------------- | ------ |
| 1      | Robert Slippens / Danny Stam       | Nederland / Nederland     | 15     |
| 2      | Matthew Gilmore / Iljo Keisse      | België / België           | 10     |
| 3      | Isaac Gálvez / Joan Llaneras       | Spanje / Spanje           | 8      |
| 4      | Peter Schep / Franco Marvulli      | Nederland / Zwitserland   | 6      |
| 5      | Robert Bartko / Andreas Beikirch   | Duitsland / Duitsland     | 4      |
| 6      | Bruno Risi / Kurt Betschart        | Zwitserland / Zwitserland | 2      |
| 7      | Jimmi Madsen / Marc Hester         | Denemarken / Denemarken   | 0      |
| 8      | Lars Teutenberg / Max van Heeswijk | Duitsland / Nederland     | 0      |
| 9      | Jos Pronk / Matthé Pronk           | Nederland / Nederland     | 0      |
| 10     | Servais Knaven / Marco Villa       | Nederland / Italië        | 0      |
| 11     | Niki Terpstra / Wim Stroetinga     | Nederland / Nederland     | 0      |
| 12     | Wilco Zuijderwijk / Gerd Dörich    | Nederland / Duitsland     | 0      |
| 13     | Jens Mouris / Aart Vierhouten      | Nederland / Nederland     | 0      |

| plaats | derde dernykoers                   | land                      | punten |
| ------ | ---------------------------------- | ------------------------- | ------ |
| 1      | Matthew Gilmore / Iljo Keisse      | België / België           | 5      |
| 2      | Bruno Risi / Kurt Betschart        | Zwitserland / Zwitserland | 4      |
| 3      | Robert Slippens / Danny Stam       | Nederland / Nederland     | 3      |
| 4      | Jimmi Madsen / Marc Hester         | Denemarken / Denemarken   | 2      |
| 5      | Servais Knaven / Marco Villa       | Nederland / Italië        | 1      |
| 6      | Lars Teutenberg / Max van Heeswijk | Duitsland / Nederland     | 0      |

| plaats | scratch                            | land                      | punten |
| ------ | ---------------------------------- | ------------------------- | ------ |
| 1      | Niki Terpstra / Wim Stroetinga     | Nederland / Nederland     | 15     |
| 2      | Peter Schep / Franco Marvulli      | Nederland / Zwitserland   | 10     |
| 3      | Matthew Gilmore / Iljo Keisse      | België / België           | 8      |
| 4      | Jos Pronk / Matthé Pronk           | Nederland / Nederland     | 6      |
| 5      | Jens Mouris / Aart Vierhouten      | Nederland / Nederland     | 4      |
| 6      | Jimmi Madsen / Marc Hester         | Denemarken / Denemarken   | 2      |
| 7      | Bruno Risi / Kurt Betschart        | Zwitserland / Zwitserland | 0      |
| 8      | Lars Teutenberg / Max van Heeswijk | Duitsland / Nederland     | 0      |
| 9      | Servais Knaven / Marco Villa       | Nederland / Italië        | 0      |
| 10     | Isaac Gálvez / Joan Llaneras       | Spanje / Spanje           | 0      |
| 11     | Wilco Zuijderwijk / Gerd Dörich    | Nederland / Duitsland     | 0      |
| 12     | Robert Bartko / Andreas Beikirch   | Duitsland / Duitsland     | 0      |
| 13     | Robert Slippens / Danny Stam       | Nederland / Nederland     | 0      |

| plaats | auto supersprint                   | land                      | punten |
| ------ | ---------------------------------- | ------------------------- | ------ |
| 1      | Bruno Risi / Kurt Betschart        | Zwitserland / Zwitserland | 15     |
| 2      | Robert Slippens / Danny Stam       | Nederland / Nederland     | 10     |
| 3      | Niki Terpstra / Wim Stroetinga     | Nederland / Nederland     | 8      |
| 4      | Servais Knaven / Marco Villa       | Nederland / Italië        | 6      |
| 5      | Jens Mouris / Aart Vierhouten      | Nederland / Nederland     | 4      |
| 6      | Jos Pronk / Matthé Pronk           | Nederland / Nederland     | 2      |
| 7      | Jimmi Madsen / Marc Hester         | Denemarken / Denemarken   | 0      |
| 8      | Robert Bartko / Andreas Beikirch   | Duitsland / Duitsland     | 0      |
| 9      | Lars Teutenberg / Max van Heeswijk | Duitsland / Nederland     | 0      |
| 10     | Isaac Gálvez / Joan Llaneras       | Spanje / Spanje           | 0      |
| 11     | Peter Schep / Franco Marvulli      | Nederland / Zwitserland   | 0      |
| 12     | Matthew Gilmore / Iljo Keisse      | België / België           | 0      |
| 13     | Wilco Zuijderwijk / Gerd Dörich    | Nederland / Duitsland     | 0      |

| plaats | tweede ploegenachtervolging        | land                      | punten |
| ------ | ---------------------------------- | ------------------------- | ------ |
| 1      | Robert Bartko / Andreas Beikirch   | Duitsland / Duitsland     | 15     |
| 2      | Isaac Gálvez / Joan Llaneras       | Spanje / Spanje           | 10     |
| 3      | Peter Schep / Franco Marvulli      | Nederland / Zwitserland   | 8      |
| 4      | Robert Slippens / Danny Stam       | Nederland / Nederland     | 6      |
| 5      | Matthew Gilmore / Iljo Keisse      | België / België           | 4      |
| 6      | Jimmi Madsen / Marc Hester         | Denemarken / Denemarken   | 2      |
| 7      | Bruno Risi / Kurt Betschart        | Zwitserland / Zwitserland | 0      |
| 8      | Lars Teutenberg / Max van Heeswijk | Duitsland / Nederland     | 0      |
| 9      | Jens Mouris / Aart Vierhouten      | Nederland / Nederland     | 0      |
| 10     | Jos Pronk / Matthé Pronk           | Nederland / Nederland     | 0      |
| 11     | Servais Knaven / Marco Villa       | Nederland / Italië        | 0      |
| 12     | Niki Terpstra / Wim Stroetinga     | Nederland / Nederland     | 0      |
| 13     | Wilco Zuijderwijk / Gerd Dörich    | Nederland / Duitsland     | 0      |